# بيتر دينغ
بيتر دينغ (بالإنجليزية: Peter Deng)‏ هو لاعب كرة قدم جنوب سوداني، ولد في 12 يناير 1993 في نيروبي في كينيا. لعب مع وايت سيتي وودفيل.

## وصلات خارجية
- بيتر دينغ على موقع قاعدة بيانات كرة القدم.إي يو (الإنجليزية)
- بيتر دينغ على موقع ناشيونال فوتبول تيمز (الإنجليزية)
- بيتر دينغ على موقع Soccerway.com (الإنجليزية)